# Steve Holland
Steve Holland é um produtor de televisão e escritor americano. 
Ele tem escrito e produzido um número notável de séries tais como Kenan & Kel, Drake & Josh, Married to the Kellys, All That, Less Than Perfect, Zoey 101, iCarly, The Big Bang Theory e, mais recentemente, Rules of Engagement. 
Ele não deve ser confundido com Savage Steve Holland, diretor de televisão com um nome similar, também da Nickelodeon.

## Trabalhos na televisão

### Como roteirista
- Kenan & Kel, 1996 - 2000.....Nickelodeon
- Drake & Josh, 2004 - 2007.....Nickelodeon
- Married to the Kellys, 2003 - 2004.....ABC
- All That, 1995 - 2005.....Nickelodeon
- Less Than Perfect, 2002 - 2006.....ABC
- Zoey 101, 2005 - 2008.....Nickelodeon
- iCarly, 2007 - presente.....Nickelodeon
- The Big Bang Theory, 2007 - presente.....CBS, Warner Channel
- Rules of Engagement, 2007 - 2011

### Como produtor
- The Big Bang Theory, 2007 - presente.....CBS, Warner Channel